# Mario Cartaro

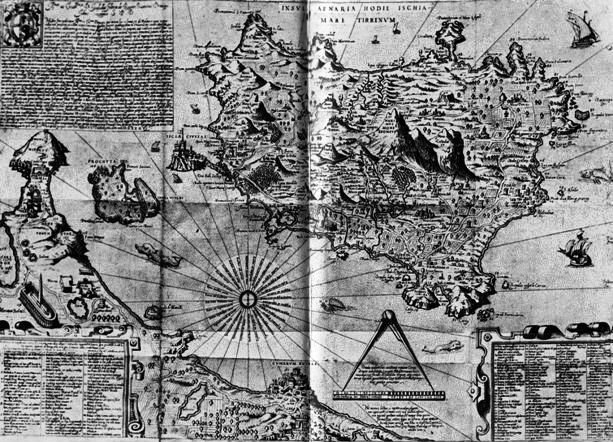
Carta dell'Isola d'Ischia (1586)

Mario Cartaro (1540 – 1620) è stato un incisore italiano.

## Biografia
Incisore, disegnatore e mercante di stampe, il Cartaro è stato talvolta ritenuto di origine nordica perché usava firmarsi "Kartarius" oltre che "Cartarius". L'origine viterbese, tuttavia, è testimoniata dalla firma apposta sulla Pianta di Roma del 1579: "Marius Kartarius Viterbensis". Attivo a Roma già dal 1560, egli si impose come incisore di opere di vari artisti, vedute della città dei papi e, soprattutto, carte geografiche. Tra queste, oltre alla già citata Pianta di Roma, va segnalata la rara Descrittione del territorio di Perugia disegnata da Egnazio Danti (1536-1586). Dal 1586 il Cartaro visse a Napoli, dove fu chiamato a disegnare carte e piante dei luoghi del Regno di Napoli.